# La Nuit des otages
Pour plus de détails, voir Fiche technique et Distribution.
La Nuit des otages (serbe : Насиље на тргу, Nasilje na trgu ; anglais : Square of Violence) est un drame de guerre américano-yougoslave réalisé par Leonardo Bercovici et sorti en 1961.
Ce film de partisans est projeté à la Mostra de Venise 1961.

## Synopsis
L'histoire se déroule en Italie pendant la Seconde Guerre mondiale, où l'armée d'occupation allemande régnait en maître, juste avant l'arrivée des forces alliées en 1944. Crawford y incarne un médecin dont le fils a été fusillé par les Allemands et qui a de ce fait perdu goût à la vie. Il continue son travail de médecin des officiers allemands. Un jour, il lance une bombe au milieu des troupes allemandes. De nombreux soldats et officiers sont tués. Quelque temps plus tard, l'officier en chef des troupes nazies soupçonne le médecin d'être le responsable de l'explosion. Il lui fait savoir qu'il le sait lui-même.

## Fiche technique
- Titre français : La Nuit des otages[1]
- Titre original serbe : Насиље на тргу, Nasilje na trgu[1]
- Titre anglais : Square of Violence[2]
- Réalisation : Leonardo Bercovici
- Scenario : Leonardo Bercovici, Eric Bercovici (en)
- Photographie :	Aleksandar Sekulović (en)
- Montage : Roberto Cinquini (it), Olga Skrigin
- Musique : Dušan Radić (sr)
- Production : Leonardo Bercovici, Aleksandar Sekulović (en)
- Société de production : Lovcen Film, Metro-Goldwyn-Mayer
- Pays de production :  Yougoslavie -  États-Unis
- Langue originale : anglais
- Format : Noir et blanc - 1,37:1 - Son mono - 35 mm
- Durée : 96 minutes
- Genre : Drame de guerre
- Dates de sortie :
  - Yougoslavie : 26 juillet 1961
  - France : 7 juin 1963[1]
  - États-Unis : 8 décembre 1963 (Fargo, Dakota du Nord)

## Distribution
- Broderick Crawford : Dr. Stefan Bernardi
- Valentina Cortese : Erica Bernardi
- Branko Plesa : Major Kohler
- Bibi Andersson : Maria
- Anita Björk : Sophia
- Bert Sotlar (sh) : le chef des Partisans
- Dragomir Felba (sh) : Serafin
- Viktor Starčić (sh) : le commandant allemand
- Nikola Simić (sh) : l'opérateur de radio
- Dragiša Blagojevic : capitaine de première classe de l'Armée populaire yougoslave